# Artemi Ajwazjan
Artemi (Harutiun) Ajwazjan (orm. Արտեմի Այվազյան, ros. Артемий Сергеевич Айвазян; ur. 26 czerwca 1902 w Baku, zm. 14 listopada 1975 w Erywaniu) – ormiański i radziecki kompozytor oraz dyrygent. Jego melodia ze słowami Oli Obarskiej „Batumi” w wykonaniu Filipinek jest jedną z popularniejszych piosenek okresu PRL.

## Życiorys
W 1932 roku ukończył Konserwatorium Moskiewskie. Pisał muzykę dla filmów ormiańskich i radzieckich. Do najbardziej rozpoznawanych zalicza się muzykę do animowanego filmu „Królowa Śniegu” z 1957 roku. W 1964 roku otrzymał tytuł Ludowego Artysty Armeńskiej SRR.

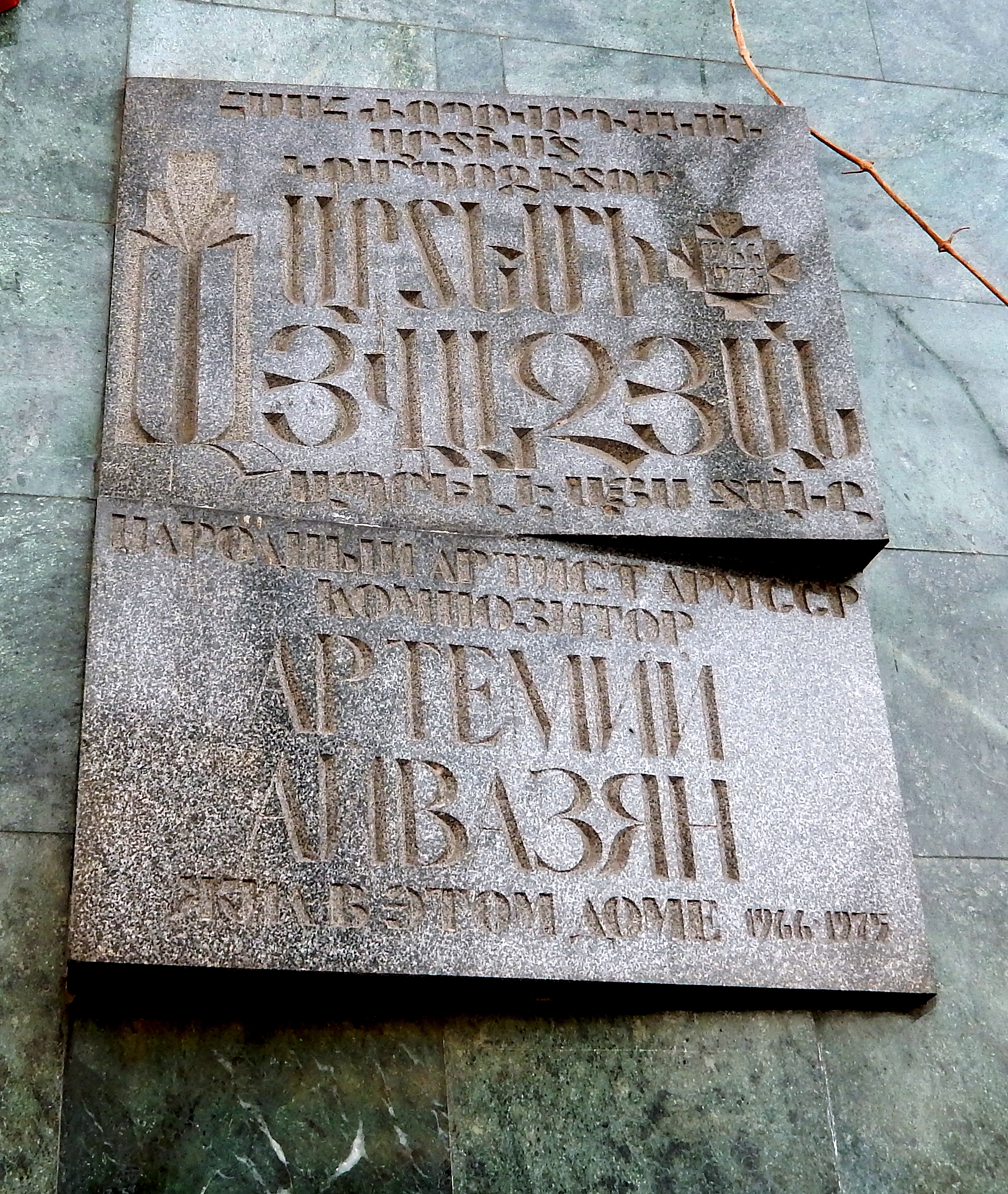

## Muzyka filmowa
- Wilk i siedem kózek (волк и семеро козлят) (1957)
- Królowa Śniegu (снежная королева) (1957)
- Pochititieli krasok (похитители красок) (1959)

Źródło: